# ممالك موسي
ممالك موسي، ويُشار إليها أحيانًا بـإمبراطورية موسي، هي مجموعة من الممالك مختلفة القوى وُجدت في الأراضي التي تُشكل اليوم دولة بوركينا فاسو، وهيمنت على منطقة نهر فولتا العلوي لمئات السنين. تأسست الممالك عندما انتقل المحاربون من منطقة مامبروسي، الواقعة اليوم في غانا، إلى منطقة نهر فولتا العلوي وتزاوجوا مع السكان المحليين. بدأت مركزة السلطات السياسية والعسكرية في القرن الثالث عشر، وأدت إلى صراعات بين ممالك موسي والعديد من الدول الأخرى في المنطقة. في عام 1896، استولى الفرنسيون على الممالك وأوجدوا مستعمرة فولتا العلوي الفرنسية، واعتمدوا بشكل كبير على البنية الإدارة الموسية لعدة قرونٍ من أجل إدارة وحكم المستعمرة.

## أصول
إن الشهادات المتعلقة بأصول مملكة موسي وأجزاء أخرى من تاريخها غامضة جدًا، وتتناقض مع التقاليد الشفهية التي تختلف مع الشهادات التاريخية بخصوص جوانب مهمة من القصة. القصة الأصلية فريدة من نوعها، حيث تلعب فيها امرأة دورًا رئيسًا لكونها سلف السلالة الملكية.
وفقًا لإحدى التقاليد البارزة المروية شفهيًا، تعود أصول دولة موسي إلى أميرةٍ مامبروسيةٍ هاجرت من مدينة غامباغا جراء خلاف نشب بينها وبين والدها. يعود تاريخ هذا الحدث، وفق عدة روايات تاريخية شفهية مختلفة، إلى فترة تقع بين القرن الحادي عشر والقرن الخامس عشر. وفقًا للقصة، هربت الأميرة ينيغا متنكرة بزيّ رجل، ثم وصلت إلى منزل صياد فيلة من قبيلة بوسانسي يُدعى (ريالي). صدّق الصياد في البداية أنها رجلٌ، لكن في أحد الأيام، كشفت له عن هويتها الحقيقية، فتزوجا في نهاية المطاف. أنجبا ابنًا أطلقا عليه اسم ودراوغو أو أويدراوغو، وسُمي تيمنًا بالحصان الذي ركبت عليه نينيغا وهربت من غامباغا. زار ودراوغو جدّه في داغومبا عندما بلغ سنّ الـ 15، ومنحه الأخير 4 أحصنة و50 بقرة وعددًا من خيالة داغومبا ليلتحقوا بجيشه. ومع امتلاك ودراوغو هذا الجيش، استطاع غزو قبائل بوسانسي وتزوّج امرأة تُدعى بويريكيتا، فأنجبا 3 أطفال، ثم بنى مدينة تنكودوغو. كان ابنه الأكبر ديابا لومبو هو من أسس مدينة فادا نغورما. أما ابنه الثاني، راوا، فأصبح حاكم محافظة زوندوما. وابنه الثالث، ويُدعى زونغرانا، فأصبح حاكم تنكودوغو بعدما توفي الأب ودراوغو. تزوّج زونغرانا من بويتِنغا، وهي امرأة أرسلها زعيم قبيلة نينيسي، ما أدى إلى حدوث تزاوج أقاربٍ بين داغومبا وبوسانسي، فنتج عن قبائل نينيسي قبيلة جديدة دُعيت بـ موسي. أنجب زونغرانا وبويتنغا ابنًا اسمه أوبري، وهو الذي وسّع المملكة عبر احتلال قبيلة كيبيسي وبعض قبائل غورونسي. حكم أوبري منذ نحو العام 1050 وحتى عام 1090 ميلادي، وغالبًا ما يُعتبر مؤسس سلالة واغادوغو التي حكمت عاصمة بوركينا فاسو المسماة باسمها، وهي واغادوغو.

## الازدهار ومركزة الإدارة
كانت مركزة الإدارة وحملات التوسع صغيرة المدى إحدى المهام الرئيسة لدى أوبري. حافظت سلالة واغادوغو على سيطرتها في العاصمة، لكن الممالك الأخرى التي أسسها أبناء ودراوغو حافظت أيضًا على استقلالها في تنكودوغو وفادا نغورما وزوندوما. عندما وصل الحاكم الخامس إلى العرش، وهو كومديمي (نحو العام 1170)، نشبت ثورتان تحت قيادة أفرادٍ من سلالة واغادوغو تزامنًا مع تأسيس مملكة ياتينغا في الشمال ومملكة ريزيم. استمرت الحرب بين كومديمي وياتينغا لعدة سنوات، وفي نهاية المطاف، استطاعت مملكة ياتينغا فرض هيمنتها على دولة زوندوما الموسية المستقلة. في الوقت ذاته، أسّس كومديمي مستوى جديدًا من السلطة لأبنائه، فأصبح كلّ واحد منهم يحمل منصب ديماس أو حاكم محافظات مستقلة تتمتع ببعض الحكم الذاتي، لكنها تعترف بسيادة سلالة واغادوغو.